# Prasinocyma stictoloma
Prasinocyma stictoloma là một loài bướm đêm trong họ Geometridae.